# Szegfűszegolaj

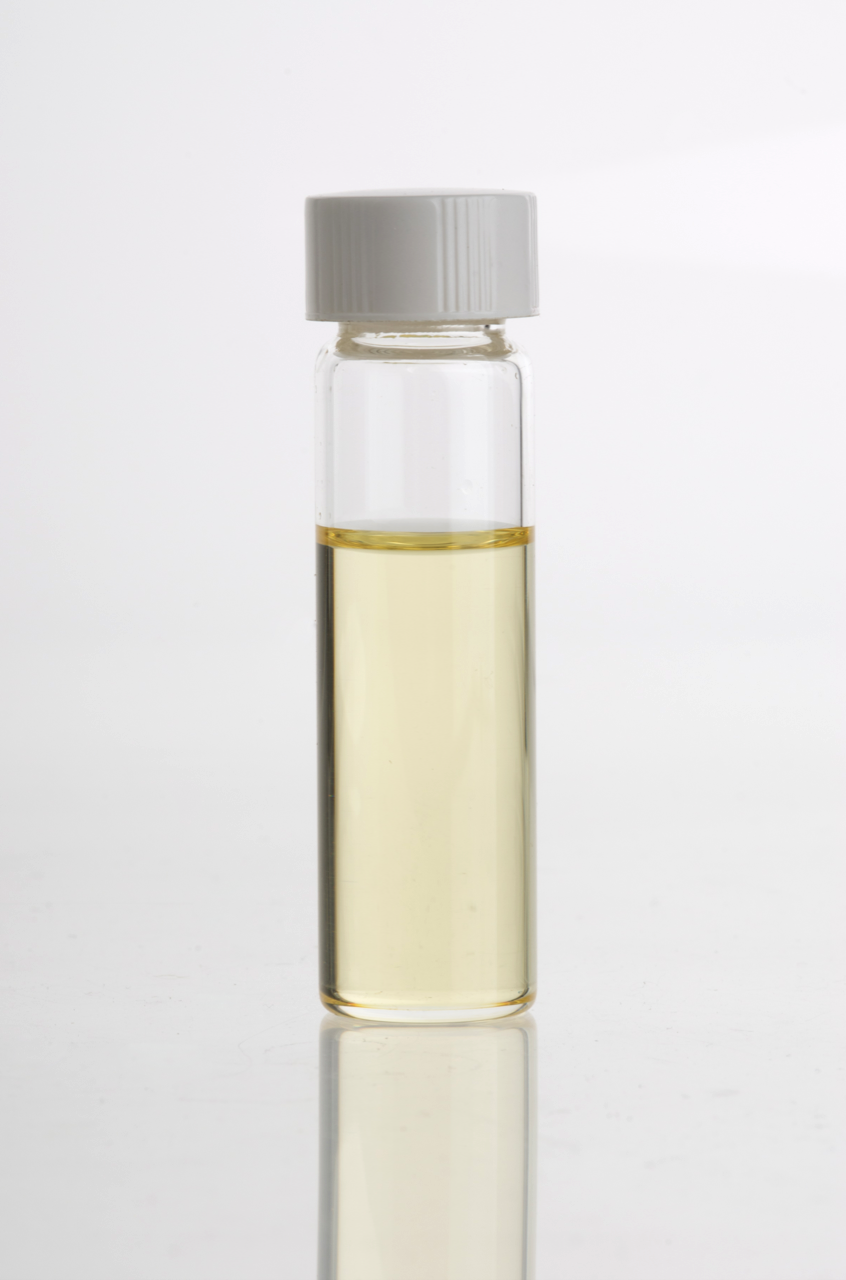

A szegfűszegolaj a szegfűszeg (Syzygium aromaticum) illóolaja. Az olajat az aromaterápiában, a gyógyászatban, és ételízesítőként is használják. Fájdalomcsillapító hatása is lehet, de ennek alátámasztására egyelőre nincs elegendő bizonyíték.

## Fajtái
A szegfűszegolajnak három típusa van:
- A rügyolajat a S. aromaticum virágrügyeiből vonják ki. 60–90%-ban eugenol, eugenil-acetát, kariofillén és más, kisebb arányban előforduló összetevők alkotják.
- A levélolajat a S. aromaticum leveleiből vonják ki. 70–82%-ban eugenol, némi β-kariofillén, valamint α-humulén alkotja.
- A hajtásolajat a S. aromaticum ágaiból vonják ki. 85–92%-ban eugenol, továbbá néhány elhanyagolható mennyiségű összetevő alkotja. A hajtásolaj illat- és ízjellemzőiben a rügyolajhoz áll közel.

A rügyekből desztillált szegfűszegolaj különféle fitokémiai összetevőket tartalmaz, köztük fenilpropanoidot (főként eugenolt), karvakrolt, timolt és fahéjaldehidet tartalmaz, kis mennyiségű polifenollal, szénhidráttal, lipidekkel, oleanolsavval és ramnetinnel. A szegfűszegolajat gyakran használják az aromaterápiában, valamint élelmiszerek és bizonyos gyógyszerek ízesítésére. A szegfűszegolaj fő termelői Madagaszkár és Indonézia.

## Egészségügyi felhasználása

### Fogfájás
A szegfűszegolajból kivont eugenolt, elsősorban Dél-Koreában és Indiában fogfájás kezelésére alkalmazzák. A szuvas fogak üregeibe vagy a kihúzott fogak helyén maradt üregbe helyezve ideiglenesen csillapíthatja a fogfájást. Az Egyesült Államokban az FDA az eugenolt hatástalannak minősítette a fogfájás kezelésére, és a szegfűszegolajat fájdalomcsillapítóként visszaminősítette, mivel nincs elegendő bizonyíték a hatékonyságának értékelésére.

### Baktériumölő hatás
A szegfűszegolajnak antibakteriális hatása van egyes kutatások szerint.

### Toxicitás
Kis mennyiségben alkalmazott, terápiás felhasználástól eltekintve toxikus; több súlyos, akut máj- és vesekárosodásról van feljegyzés, elsősorban gyermekek esetében.

## További felhasználása
Az amerikai meghatározás szerint az eugenol megbízható forrás a természetes vanillin előállításához. Az eugenol egy sokoldalú molekula, amely a természetben rendelkezésre álló fitokémiai anyagok felhasználásával néhány egyszerű lépéssel vanillinné alakítható.
A szegfűszegolajat rendszeresen alkalmazzák laboratóriumi vagy kedvtelésből tartott halak altatására vagy elaltatására használják.

## Fordítás
Ez a szócikk részben vagy egészben  az   Oil of clove című angol Wikipédia-szócikk ezen változatának fordításán alapul.  Az eredeti cikk szerkesztőit annak laptörténete sorolja fel. Ez a jelzés csupán a megfogalmazás eredetét és a szerzői jogokat jelzi, nem szolgál a cikkben szereplő információk forrásmegjelöléseként.